# Südliche Luzon-Riesenborkenratte

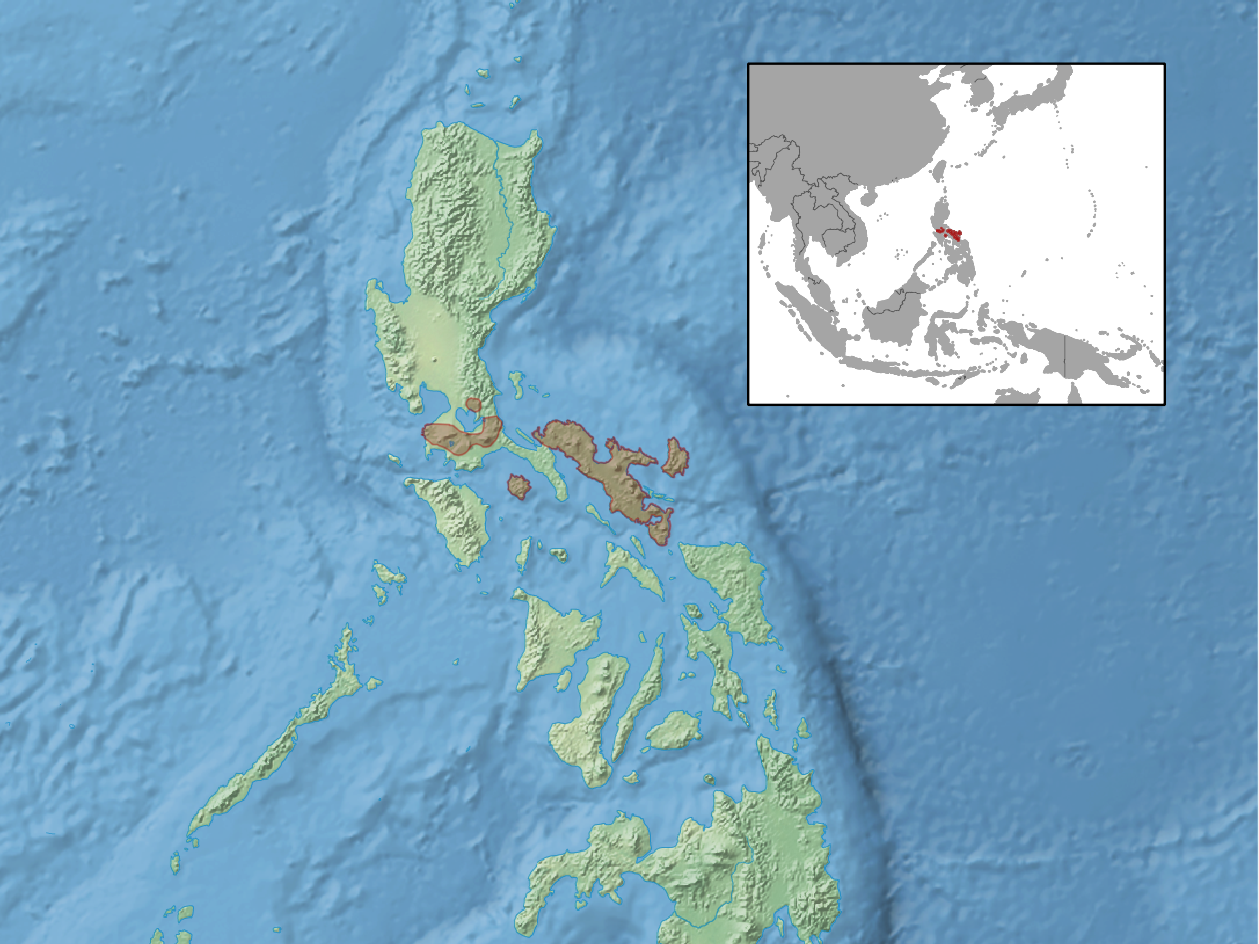
Verbreitungsgebiet der Südlichen Luzon-Riesenborkenratte

Die Südliche Luzon-Riesenborkenratte (Phloeomys cumingi) ist ein Nagetier in der Unterfamilie der Altweltmäuse, das endemisch auf den Philippinen verbreitet ist. Sie wurde in verschiedenen älteren Abhandlungen mit ihrer Schwesterart, der Nördlichen Luzon-Riesenborkenratte, als eine Art zusammengefasst.
Der Artzusatz im wissenschaftlichen Namen ehrt den englischen Naturforscher Hugh Cuming.

## Merkmale
Mit einer Gesamtlänge von 670 bis 750 mm, einer Schwanzlänge von 270 bis 315 mm und einem Gewicht von 1,5 bis 2,0 kg erreicht die Art fast dieselbe Größe wie ihre nördliche Verwandte. Mit ihren großen Augen und ihrem buschigen Schwanz ähnelt sie eher einem Hörnchen als einer Ratte. Auf dem Körper kommt recht borstiges Fell mit einigen längeren Haaren vor. Es hat eine dunkelbraune Grundfarbe und ist bei Exemplaren in Gefangenschaft leicht rötlich, was an der Nahrung liegen kann. Der Kopf ist durch eine breite Schnauze und kurze Ohren gekennzeichnet. An den Kanten der Ohren befinden sich lange Haare. Als Anpassung an die kletternde Lebensweise sind die großen Füße mit kräftigen Krallen ausgerüstet.

## Verbreitung
Das Verbreitungsgebiet reicht neben dem südlichen Teil der Insel Luzon über die Inseln Catanduanes, Marinduque und kleinere Eilande. Die Südliche Luzon-Riesenborkenratte lebt im Flach- und Bergland bis 1100 Meter Höhe. Sie hält sich in Wäldern auf und besucht zur Nahrungssuche Gärten und Landwirtschaftsflächen.

## Lebensweise
Die nachtaktiven Exemplare klettern meist in Bäumen und bewegen sich gelegentlich auf dem Grund. Sie sind meist langsam und ruhen am Tage in Baumhöhlen oder ähnlichen Verstecken. Dieses Nagetier lebt einzeln, in Paaren oder in kleineren Gruppen. Es frisst junge Blätter, Früchte, Kartoffeln, Mais und andere Pflanzen.
Allgemein werden die Nachkommen zum Ende der Regenzeit geboren. Zur Geburt des einzigen Jungtieres pro Jahr sucht das Weibchen eine Baum- oder Erdhöhle auf. Das Neugeborene saugt sich anfänglich an einer Zitze fest und wird getragen. Die Südliche Luzon-Riesenborkenratte kann in menschlicher Obhut 13 Jahre leben.

## Gefährdung
Vereinzelte Individuen fallen der Bushmeat-Jagd zum Opfer. In Plantagen gilt die Art als Schädling. Obwohl die Gesamtpopulation leicht abnimmt, ist dieses Nagetier nicht selten. Die IUCN listet es als nicht gefährdet (least concern).